# تجمع بدو الخبة (المكلا)

تعديل مصدري - تعديل

تجمع بدو الخبة هي إحدى قرى عزلة المكلا بمديرية المكلا التابعة لمحافظة حضرموت، بلغ تعداد سكانها 20 نسمة حسب تعداد اليمن لعام 2004.